# Maxime Vachier-Lagrave
Maxime Vachier-Lagrave (Nogent-sur-Marne, 1990. október 21. –) francia sakkozó, nemzetközi nagymester, U20 junior sakkvilágbajnok (2009), háromszoros francia bajnok (2007, 2011, 2012), kétszeres villámsakk Európa-bajnok (2010, 2012). Egyike annak a tíz sakkozónak, akinek sikerült túlszárnyalnia a 2800 pontos Élő-pontszámot. A 2016. augusztusban elért 2819 pontjával az örökranglista 5. helyére került.
2005-ben, 14 éves és 4 hónapos korában szerezte meg a nagymesteri címet, abban az időben Magnus Carlsen után a második legfiatalabbként.
A Nemzetközi Sakkszövetség (FIDE) 2017. áprilisra érvényes Élő-pontszámítása szerint játékereje 2803 pont, amellyel a világranglistán az 5. helyen áll. Eddigi legjobb világranglista-helyezése a 2. volt, amelyre 2016. augusztusban került az eddigi legmagasabb értékszámát, 2819-et elérve.

## Élete és sakkpályafutása
Hatéves korától vett részt különböző korosztályos versenyeken. 1997-ben, 6 évesen megnyerte az U8 korosztály francia bajnokságát. Két évvel később, 8 évesen 8 játszmából 7 ponttal az U10 korosztály francia bajnoka lett. 2000-ben, 9 évesen a 12 éves korosztály, és 2002-ben 11 évesen a 16 éves korosztály nemzeti bajnokságát nyerte Franciaországban. 2003-ban, 12 évesen második lett az U18 francia bajnokságban, de 2004-ben, 13 évesen kilenc játszmából nyolc ponttal, 2604-es teljesítményértékkel győzött az U20 junior korosztály bajnokságán.
2000-ben holtversenyes második helyezést (végeredményben bronzérmet) nyert az U10 korosztályos világbajnokságon. A következő évben a 2–9. (végeredményben 3.) helyen végzett az U12 korosztályos világbajnokságon Szergej Karjakin és Dmitrij Andrejkin mögött. Két évvel később, 2003-ban holtversenyben az 1–2. helyen végezve Szergej Zsigalko mögött ezüstérmes lett az U14 korosztály versenyében. 2005-ben holtversenyes 2–3. helyezésével végül bronzérmet szerzett az U16 világbajnokságon. A sok dobogós helyezés után 2009-ben az U20 junior sakkvilágbajnokságon sikerült a dobogó legfelső fokára állnia, amikor ismét Szergej Zsigalko volt a holtversenyes társa az 1–2. helyen, de ezúttal a holtversenyt eldöntő számítás az ő javára kedvezett. Ezzel az eredményével kvalifikációt szerzett a 2011-es sakkvilágkupán való indulásra.
Első nagymester normáját 2004-ben Párizs bajnokságán teljesítette, amelyen holtversenyben első, végeredményben bronzérmes lett. A francia főváros bajnokságát még két alkalommal, 2007-ben és 2008-ban nyerte meg. 2005-ben a francia bajnokságon 2660-as teljesítményértékkel holtversenyben második, végeredményben bronzérmes lett.
A nemzetközi mester címet 2004-ben szerezte meg, miután a normát a NAO Club nagymesterversenyén, az Evryben rendezett tornán, valamint Párizs bajnokságán teljesítette. Ez utóbbi egyben nagymesteri normateljesítés is volt. A normát egy éven belül sikerült még két alkalommal elérnie, a 4. NAO Club nagymesterversenyen és az Evryben rendezett versenyen, így 2005-ben a FIDE nemzetközi nagymesteri címet adományozott neki.
2007-ben szerezte első francia bajnoki címét, miután a vele holtversenyben végző Joël Lautier ellen megnyerte a bajnoki címet eldöntő páros mérkőzést. 2008-ban és 2009-ben ezüstérmes, 2011-ben egyedüli első, 2012-ben megosztott bajnoki címet szerez Franciaország egyéni nemzeti bajnokságán, miután a holtversenyt ez alkalommal nem döntötték el.
2008-ban fél ponttal a győztes Szergej Tyivjakov mögött holtversenyes második (végeredményben 6.) helyezést ért el a IX. egyéni Sakk-Európa-bajnokságon. Ugyanebben az évben holtversenyes 5. helyet szerzett az Európai Unió IV. sakkbajnokságán.
2017-ben megnyerte a Sinquefield Kupát, a világbajnok Magnus Carlsent, az exvilágbajnok Visuvanádan Ánandot, és több más szupernagymestert megelőzve.

### Részvétele a világbajnokságokon
Először a 2012-es sakkvilágbajnoksági ciklusban szerzett kvalifikációt az indulásra, miután a 2008-as sakk-Európa-bajnokságon elért eredménye alapján részt vehetett a 2009-es sakkvilágkupán. Bemutatkozása jól sikerült, mert egészen a 4. körig jutott, ahol a későbbi győztes Borisz Gelfand ellen többszöri rájátszás után szenvedett vereséget 4,5–3,5 arányban.
A 2013-as sakkvilágbajnokság versenysorozatában a 2009-es junior sakkvilágbajnokság megnyerése révén szerzett kvalifikációt a 2011-es sakkvilágkupára. Ezúttal csak a 2. körig jutott, ahol a kínai Pu Hsziang-cse ellenében 2,5–1,5 arányban maradt alul.
A 2014-es sakkvilágbajnokság versenysorozatában a 2013-as sakkvilágkupán a Nemzetközi Sakkszövetség (FIDE) elnökének szabadkártyájával indulhatott, és meghálálta a bizalmat, mert egészen az elődöntőig jutott, ahol a későbbi győztes Vlagyimir Kramnyik tudta csak megállítani.
A sakkvilágkupán elért eredménye alapján meghívták a 2014–2015-ös FIDE Grand Prix versenysorozatán való részvételre, ahol három versenyen a mezőny második felében végezve összesítésben a 15–16. helyen végzett.
A 2016-os sakkvilágbajnoksági ciklusban a 2013-as sakkvilágkupán elért elődöntős eredménye alapján indulhatott a 2015-ös sakkvilágkupán. Ezúttal a negyeddöntőig jutott, ahol Anish Giritől szenvedett vereséget.

### Egyéb kiemelkedő versenyeredményei
2002 (12 évesen)
- 1. helyezés: 50. APSAP nemzetközi verseny, Párizs[24]
- 2–4. helyezés: nemzetközi mesterverseny, Clichy[25]

2003 (13 évesen)
- 2. helyezés: 1. NAO nagymesterverseny, Párizs[26]

2004 (14 évesen)
- 1–2. helyezés: 4. NAO nagymesterverseny, Párizs[27]

2005 (15 évesen)
- 2. helyezés: nagymesterverseny, Evry[28]
- 3–5. helyezés: 4. nemzetközi verseny, Nantes[29]

2006 (16 évesen)
- Holtversenyes 5. helyezés (végeredményben 6., 2775-ös teljesítményértékkel) Aeroflot Open, Moszkva[30]

2007
- Holtversenyes 2–5. helyezés: Corus sakktorna nagymester B-verseny, Wijk aan Zee[31]

2008
- Holtversenyes 3–4. helyezés: Cap d’Agde[32]
- VI. Marx György-emlékverseny, Paks[33]

2009
- 1. helyezés: Biel nagymesterverseny[34]

2010
- 1–3. helyezés: Biel nagymesterverseny[35]
- 1. helyezés: Univ Crown nagymesterverseny, Hoogeveen[36]
- 1. helyezés: Villámsakk Európa-bajnokság[37]

2011
- 5–6. helyezés: Tata Steel nagymesterverseny (2740-es átlag Élő-pontszámú), Wijk aan Zee[38]
- 3–4. helyezés: nagymesterverseny, Biel[39]
- 1. helyezés: Szellemi világjátékok, villámsakk, Kína[40]

2012
- 1–2. helyezés: Al Ain Vlassic, Egyesült Arab Emirátusok[41]
- 1. helyezés. Spice Fall verseny, Saint Louis[42][43]
- 2. helyezés: Rapidsakk Európa-bajnokság[44]

2013
- 1. helyezés: Villámsakk Európa-bajnokság[45]
- 1–4. helyezés: Gibraltar Masters[46]
- 2–4. helyezés nagymesterverseny, Biel[47]
- 1. helyezés: 2. Caissa-nagydíj nagymesterverseny, Le-Port Marly[48]

2014
- 1. helyezés: Hans Suri-emlékverseny, Biel nagymesterverseny[49]

2015
- 2–5. helyezés: 77. Tata Steel Masters, Wijk aan Zee[50]
- 2. helyezés: nagymesterverseny Leon[51]
- 2. helyezés: FIDE villámsakk világbajnokság[52]
- 1. helyezés: 48. nagymesterverseny, Biel[53]
- 2–5. helyezés: 3. Sinquefield kupa, Saint Louis[54]
- 1–3. helyezés (rájátszás után 1. hely): London Classic (Magnus Carlsen és Anish Giri előtt)[55][56]

## Eredményei csapatban

### Sakkolimpia
2006-tól a francia válogatott csapat tagja a sakkolimpián.

### Sakkcsapat Európa-bajnokság
2007-ben, 2011-ben, 2013-ban és 2015-ben szerepelt Franciaország válogatottjában a Sakkcsapat Európa-bajnokságon. Legjobb eredménye a 2013-ban csapatban szerzett ezüstérem, valamint a 2015-ben az első táblán egyéniben szerzett ezüstérem.

## Emlékezetes játszmái
|    | |    |    |    |    |    |    |
|    | \| \| \| \| \| \| \| \| \| \| \| \| \| \| \| \| \| \| \| \| \| \| \| \| \| \| \| \| \| \| \| \| \| \| \| \| \| \| \| \| \| \| \| \| \| \| \| \| \| \| \| \| \| \| \| \| \| \| \| \| \| \| \| \| \| \| \| \| \| \| \| \| |    |    |    |    |    |    |
|    | |    |    |    |    |    |    |
| a8 | b8 | c8 | d8 | e8 | f8 | g8 | h8 |
| a7 | b7 | c7 | d7 | e7 | f7 | g7 | h7 |
| a6 | b6 | c6 | d6 | e6 | f6 | g6 | h6 |
| a5 | b5 | c5 | d5 | e5 | f5 | g5 | h5 |
| a4 | b4 | c4 | d4 | e4 | f4 | g4 | h4 |
| a3 | b3 | c3 | d3 | e3 | f3 | g3 | h3 |
| a2 | b2 | c2 | d2 | e2 | f2 | g2 | h2 |
| a1 | b1 | c1 | d1 | e1 | f1 | g1 | h1 |

| a8 | b8 | c8 | d8 | e8 | f8 | g8 | h8 |
| a7 | b7 | c7 | d7 | e7 | f7 | g7 | h7 |
| a6 | b6 | c6 | d6 | e6 | f6 | g6 | h6 |
| a5 | b5 | c5 | d5 | e5 | f5 | g5 | h5 |
| a4 | b4 | c4 | d4 | e4 | f4 | g4 | h4 |
| a3 | b3 | c3 | d3 | e3 | f3 | g3 | h3 |
| a2 | b2 | c2 | d2 | e2 | f2 | g2 | h2 |
| a1 | b1 | c1 | d1 | e1 | f1 | g1 | h1 |

Fabiano Caruana–Maxime Vachier-Lagrave, Tata Steel, 2015. 0–1 szicíliai védelem, Najdorf-változat, Adams-támadás (ECO B90)
1. e4 c5 2. Hf3 d6 3. d4 cxd4 4. Hxd4 Hf6 5. Hc3 a6 6. h3 e5 7. Hde2 h5 8. g3 Fe6 9. Fg2 Hbd7 10. a4 Fe7 11. O-O Bc8 12. Fe3 Hb6 13. b3 d5 14. Fxb6 Vxb6 15. Hxd5 Hxd5 16. exd5 Fd7 17. c4 Vd6 18. a5 f5 19. Vd3 h4 20. g4 O-O 21. Hc3 e4 22. Ve3 Fd8 23. Fxe4 fxe4 24. Hxe4 Vf4 25. Vxf4 Bxf4 26. f3 Fe7 27. Kf2 Bcf8 28. Ke3 Fe8 29. c5 Fb5 30. b4 (diagram) Bxe4+ 31. Kxe4 Be8 32. Kf4 g5+ 33. Kf5 Kf7 34. Bfe1 Fd3+ 35. Be4 Ff6 0-1
George Meier– Maxime Vachier-Lagrave,  Spice Cup, 2012. 0–1 Zukertort-megnyitás (ECO A04)
1. Hf3 c5 2. c4 Hc6 3. Hc3 e5 4. e3 Hf6 5. Fe2 d5 6. d4 cxd4 7. exd4 e4 8. He5 dxc4 9. Va4 Fe7 10. Hxc6 bxc6 11. Vxc6+ Fd7 12. Vxc4 Bb8 13. O-O O-O 14. a3 Vb6 15. Bd1 Bfc8 16. Va6 Vd8 17. d5 Fc5 18. Fg5 Bb6 19. Va5 Fxf2+ 20. Kf1 e3 21. He4 Bc2 22. Hxf2 Bxe2 23. Hd3 Bxg2 24. Fxe3 Fh3 25. Hf4 Hg4 26. Fxb6 Hxh2+ 27. Ke1 Vh4+ 0-1 